# Dato (informática)

Varios tipos de datos que pueden ser visualizados a través de un dispositivo de ordenador

Dato (en plural datos o como un sustantivo en masa) es cualquier secuencia de uno o más símbolos a los que se les da significado mediante actos específicos de interpretación. 
Los datos (o dato —una sola unidad de datos—) requieren una  interpretación para convertirse en información. Para traducir datos a información, debe haberse considerado varios factores conocidos. Los factores involucrados están determinados por el creador de los datos y la información deseada. El término metadatos se usa para hacer referencia a los datos sobre los datos. Los metadatos pueden estar implícitos, especificados o dados. Los datos relacionados con eventos o procesos físicos también tendrán un componente temporal. En casi todos los casos, este componente temporal está implícito. Este es el caso cuando un dispositivo como un registrador de temperatura recibe datos de un sensor de temperatura. Cuando se recibe la temperatura, se supone que los datos tienen referencias temporales de "ahora". Entonces, el dispositivo registra la fecha, la hora y la temperatura juntas. Cuando el registrador de datos comunica temperaturas, también debe informar la fecha y la hora (metadatos) para cada temperatura. 
El dato digital es dato  que está representado utilizando el sistema de número binario de unos (1) y ceros (0), distinto de la representación analógica.  En los sistemas modernos de ordenadores, todos los  datos son digitales.  Los Datos dentro de un ordenador, en más casos, movimientos como dato paralelo.  El dato que mueve a o de un ordenador, en más casos, mueve tan dato de serial.  Ve Serial y comunicación Paralelos comunicación.  Dato sourced de un dispositivo analógico, como un sensor de temperatura, pase de mosto a través de un "analógico a convertidor digital" o "ADC" (véase Conversión analógica-digital) para convertir el dato analógico a dato digital.
El dato que representa cantidades, caracteres, o los símbolos en qué operaciones están actuados por un ordenador está almacenado y grabado en magnético, óptico, o medios de comunicación de registro mecánico, y transmitidos en la forma de señales eléctricas digitales.
Un programa es un conjunto  de datos que consta de una serie de coded instrucciones de software para controlar la operación de un ordenador u otra máquina. Elementos de memoria de ordenador físicos constan de una dirección y una palabra/de byte de almacenamiento de datos. El dato digital es a menudo almacenado en bases de datos relacionales, como mesas o bases de datos de SQL, y generalmente puede ser representado como pares de valor/claves abstractos.
Los datos se pueden organizar en muchos tipos diferentes de estructuras de datos, incluidas matrices, gráficos y objetos. Las estructuras de datos pueden almacenar datos de muchos tipos diferentes, incluidos números, cadenas e incluso otras estructuras de datos. Los datos pasan dentro y fuera de las computadoras a través de dispositivos periféricos. 
En un uso alternativo, los archivos binarios (que no son legibles por humanos) a veces se denominan "datos" a diferencia del "texto" legible por humanos. La cantidad total de datos digitales en 2007 se estimó en 281 mil millones de gigabytes (= 281 exabytes). Los datos digitales vienen en estos tres estados: datos en reposo, datos en tránsito y datos en uso. 

## Características
En su la mayoría de esencial, un solo dato es un valor almacenado en una ubicación concreta.
Básicamente, las computadoras siguen una secuencia de instrucciones que se dan en forma de datos. Un conjunto de instrucciones para realizar una determinada tarea (o tareas) se denomina "programa". En el caso nominal, el programa, tal como lo ejecuta la computadora, consistirá en un código de máquina binario. Los elementos de almacenamiento manipulados por el programa, pero no ejecutados realmente por la CPU, también son datos. Las instrucciones del programa y los datos que manipula el programa se almacenan exactamente de la misma manera. Por lo tanto, es posible que los programas de computadora operen en otros programas de computadora, manipulando sus datos programáticos. 
La línea entre el programa y los datos puede volverse borrosa. Por ejemplo, un intérprete es un programa. Los datos de entrada a un intérprete son en sí mismos un programa, simplemente no expresados en lenguaje de máquina nativo. En muchos casos, el programa interpretado será un archivo de texto legible por humanos, que se manipula con un programa editor de texto (más normalmente asociado con datos de texto sin formato). La Metaprogramación implica de manera similar programas que manipulan otros programas como datos. Los programas tales como compiladores, enlazadores, depuradores, actualizadores de programas, escáneres de virus y otros usan otros programas como sus datos. 
Para almacenar bytes de dato en un archivo, tienen que ser serializados en un "formato de archivo". Típicamente, los programas están almacenados en tipos de archivo especial, diferentes de aquellos utilizados para otro dato. Los archivos ejecutables contienen programas; todos otros archivos son también archivos de dato. Aun así, los archivos ejecutables también pueden contener "en-dato" de línea qué está construido al programa. En particular, algunos los archivos ejecutables tienen un segmento de dato, el cual nominally contiene constantes y valores iniciales (ambos dato).
Por ejemplo: un usuario primero podría instruir el sistema operativo para cargar un programa de procesador de la palabra de uno archiva, y entonces editar un documento almacenado en otro archivo con el programa de procesador de la palabra. En este ejemplo, el documento sería dato considerado. Si el procesador de palabra también presenta un corrector ortográfico, entonces el diccionario (lista de palabra) para el corrector ortográfico también sería dato considerado. Los algoritmos utilizaron por el corrector ortográfico para sugerir las correcciones serían cualquier dato de código de la máquina o texto en algún lenguaje de programación interpretable.

## Claves de datos y valores, estructuras y persistencia.
Las llaves en datos proporcionan el contexto para valores.  A toda costa de la estructura de datos,  hay siempre un presente de componente clave. Llaves de dato en datos y dato-las estructuras son esenciales para dar significado a valores de dato. Sin un clave aquello es directamente o indirectamente asociado con un valor, o colección de valores en una estructura, los valores devienen sin sentido y cesar para ser dato. Es decir,  tiene que haber al menos un componente clave enlazó a un componente de valor en orden para él para ser dato considerado. El dato puede ser representado en ordenadores en maneras múltiples, cuando por los ejemplos siguientes:

### RAM
La memoria de acceso aleatorio contiene datos a los que los procesadores de la computadora tienen acceso directo. Un procesador de computadora (CPU) solo puede manipular datos dentro de sí mismo (registro del procesador) o memoria. Esto es opuesto al almacenamiento de datos, donde los procesadores deben mover los datos entre el dispositivo de almacenamiento (disco, cinta, etc.) y la memoria. RAM es una matriz de uno (1) o más bloque (s) de ubicaciones contiguas lineales que un procesador puede leer o escribir al proporcionar una dirección para la operación de lectura o escritura. La parte "aleatoria" de RAM significa que el procesador puede operar en cualquier ubicación de la memoria en cualquier momento y en cualquier orden. (Consulte también Unidad de gestión de memoria). En la RAM, el elemento de datos más pequeño es el " bit binario". Las capacidades y limitaciones de acceder a la RAM son específicas del procesador. En general, la memoria principal o RAM está dispuesta como un conjunto de "conjuntos de interruptores electrónicos de encendido / apagado " o ubicaciones que comienzan en la dirección 0 (hexadecimal 0). Cada ubicación puede almacenar generalmente 8, 16, 32 o 64 bits paralelos dependiendo de la arquitectura del procesador (CPU). Por lo tanto, cualquier valor almacenado en un byte en RAM tiene una ubicación coincidente expresada como un desplazamiento desde la primera ubicación de memoria en la matriz de memoria, es decir, 0 + n, donde n es la compensación en la matriz de ubicaciones de memoria. 

### Llaves
Las claves de datos no necesitan ser una dirección de hardware directa en la memoria. Los códigos de teclas indirectos, abstractos y lógicos pueden almacenarse en asociación con valores para formar una estructura de datos. Las estructuras de datos tienen desplazamientos predeterminados (o enlaces o rutas) desde el inicio de la estructura, en la que se almacenan los valores de datos. Por lo tanto, la clave de datos consiste en la clave de la estructura más el desplazamiento (o enlaces o rutas) en la estructura. Cuando se repite dicha estructura, almacenando variaciones de [los valores de datos y las claves de datos] dentro de la misma estructura repetitiva, se puede considerar que el resultado se parece a una tabla, en la que cada elemento de la estructura repetitiva se considera una columna y Cada repetición de la estructura se considera como una fila de la tabla. En dicha organización de datos, la clave de datos suele ser un valor en una (o una combinación de los valores en varias de) las columnas. 

### Estructuras de datos recurrentes organizadas
La vista tabular de estructuras de datos repetitivas es solo una de las muchas posibilidades. Las estructuras de datos repetidos se pueden organizar jerárquicamente, de modo que los nodos estén vinculados entre sí en una cascada de relaciones padre-hijo. Los valores y las estructuras de datos potencialmente más complejas están vinculados a los nodos. Por lo tanto, la jerarquía nodal proporciona la clave para abordar las estructuras de datos asociadas con los nodos. Esta representación puede considerarse como un árbol invertido. Por ejemplo, los sistemas de archivos modernos del sistema operativo de la computadora son un ejemplo común; y XML es otro. 

### Dato ordenado u ordenado
Los datos tienen algunas características inherentes cuando se ordenan en una clave. Todos los valores para subconjuntos de la clave aparecen juntos. Al pasar secuencialmente a través de grupos de datos con la misma clave, o un subconjunto de los cambios de clave, esto se conoce en los círculos de procesamiento de datos como una interrupción o una interrupción de control. En particular, facilita la agregación de valores de datos en subconjuntos de una clave. 

### Almacenamiento periférico
Hasta la llegada de las memorias de computadora no volátiles como memorias USB, el almacenamiento persistente de datos se lograba tradicionalmente escribiendo los datos en dispositivos de bloque externos como cintas magnéticas y unidades de disco. Estos dispositivos generalmente buscan una ubicación en el medio magnético y luego leen o escriben bloques de datos de un tamaño predeterminado. En este caso, la ubicación de búsqueda en los medios es la clave de datos y los bloques son los valores de datos. Los primeros sistemas de archivos de datos o sistemas operativos de disco utilizados para reservar bloques contiguos en la unidad de disco para archivos de datos. En esos sistemas, los archivos podrían llenarse, quedando sin espacio de datos antes de que se les escribieran todos los datos. Por lo tanto, mucho espacio de datos no utilizado se reservó de manera improductiva para evitar incurrir en esa situación. Esto se conocía como disco sin formato. Los sistemas de archivos posteriores introdujeron particiones. Reservaron bloques de espacio de datos de disco para particiones y utilizaron los bloques asignados de manera más económica, asignando dinámicamente bloques de una partición a un archivo según sea necesario. Para lograr esto, el sistema de archivos tenía que hacer un seguimiento de qué bloques fueron utilizados o no por los archivos de datos en un catálogo o tabla de asignación de archivos. Aunque esto hizo un mejor uso del espacio de datos del disco, resultó en la fragmentación de los archivos en el disco y una sobrecarga de rendimiento concomitante debido a la latencia. Los sistemas de archivos modernos reorganizan los archivos fragmentados dinámicamente para optimizar los tiempos de acceso a los archivos. Otros desarrollos en los sistemas de archivos dieron como resultado la virtualización de las unidades de disco, es decir, donde una unidad lógica se puede definir como particiones de varias unidades físicas.

### Datos indexados
Recuperar un pequeño subconjunto de datos de un conjunto mucho más grande implica buscar los datos secuencialmente. Esto no es económico. Los índices son una forma de copiar claves y direcciones de ubicación de estructuras de datos en archivos, tablas y conjuntos de datos, luego organizarlos usando estructuras de árbol invertidas para reducir el tiempo necesario para recuperar un subconjunto de los datos originales. Para hacer esto, la clave del subconjunto de datos a recuperar debe conocerse antes de que comience la recuperación. Los índices más populares son el árbol B y los métodos de indexación dinámica de claves hash. La indexación es otra sobrecarga costosa para archivar y recuperar datos. Hay otras formas de organizar índices, por ejemplo, ordenar las claves o corregir las cantidades (o incluso la clave y los datos juntos), y usar una búsqueda binaria en ellos. 

### Abstracción y indirección
La orientación a objetos utiliza dos conceptos básicos para comprender los datos y el software: 1) La estructura de clasificación taxonómica de las clases de código de programa, que es un ejemplo de una estructura de datos jerárquica; y 2) En tiempo de ejecución, la creación de referencias clave de datos a estructuras de datos en memoria de objetos que se han instanciado desde una biblioteca de clases. Solo después de la creación de instancias existe un objeto de ejecución de una clase específica. Después de que se anula la referencia de clave de un objeto, los datos a los que hace referencia ese objeto dejan de ser datos porque la referencia de clave de datos es nula; y por lo tanto el objeto también deja de existir. Las ubicaciones de memoria donde se almacenaron los datos del objeto se denominan basura y se reclasifican como memoria no utilizada disponible para su reutilización.

### Datos de la base de datos
El advenimiento de bases de datos introdujo una capa más lejana de abstracción para almacenamiento de dato persistente. Las bases de datos utilizan meta dato, y un protocolo de lengua de consulta estructurado entre cliente y sistemas de servidor, comunicando sobre una red, utilizando una dos fase comete logging sistema para asegurar transaccional completeness, cuándo persistiendo dato.

### Procesamiento paralelo de datos distribuidos
Las modernas tecnologías de persistencia de datos escalables / de alto rendimiento se basan en el procesamiento de datos distribuidos masivamente paralelos en muchas computadoras básicas en una red de alto ancho de banda. Un ejemplo de uno es Apache Hadoop. En tales sistemas, los datos se distribuyen en varias computadoras y, por lo tanto, cualquier computadora en particular en el sistema debe estar representada en la clave de los datos, ya sea directa o indirectamente. Esto permite la diferenciación entre dos conjuntos de datos idénticos, cada uno procesado en una computadora diferente al mismo tiempo. 